# Walatta Petros
Walatta Petros (em 
ge'ez: ወለተ፡ጴጥሮስ, Wälättä P̣eṭros, 1592-1642) é uma santa da Igreja Ortodoxa Etíope Tewahedo. Sua hagiografia, As Lutas da Vida de Walatta Petros (Gädlä Wälättä P̣eṭros) foi escrita em 1672. Ela é conhecida por resistir à conversão ao catolicismo romano, formar muitas comunidades religiosas e realizar milagres para quem buscava asilo dos reis. 

## Vida

### Vida inicial
Walatta Petros nasceu em 1592 em uma família nobre com direitos hereditários sobre terras no sul da Abissínia. Seu pai e irmãos eram oficiais da corte. Walatta Petros casou-se em tenra idade com um homem chamado Mälkə'ä Krəstos, um dos conselheiros do rei Susenyos. Ela deu à luz três crianças que morreram na infância e decidiu se tornar freira.

### Tornando-se freira
Depois que os missionários jesuítas converteram privadamente o rei Susənyos da ortodoxia etíope para o catolicismo romano em 1612, ele pediu ao marido de Walatta Petros para reprimir a rebelião anticatólica iniciada em 1617. Quando Mälkə'ä Krəstos partiu para combater a rebelião, os principais bispos dos mosteiros etíopes no lago Ṭana ajudaram Walatta Petros a deixar o marido e se juntar a eles. Depois de chegar a um mosteiro no lago Ṭana, ela fez um voto de celibato e raspou a cabeça para se tornar freira na Igreja Ortodoxa Etíope Täwaḥədo, recusando-se a se converter ao catolicismo romano. No entanto, oficiais da igreja e da corte pediram que ela voltasse para o marido, porque ele estava destruindo a cidade onde estava escondida. Ela voltou para casa, mas quando descobriu que seu marido havia apoiado a morte do patriarca da Igreja Ortodoxa Etíope Täwaḥədo, ela o deixou pela última vez, tornando-se freira aos 25 anos em 1617.

### Resistindo ao catolicismo romano e ao rei
Em 1621, o rei Susənyos proibiu o ensino da ortodoxia etíope e Walatta Petros começou a protestar contra o abandono da fé da Etiópia pelo rei para abraçar crenças e rituais estrangeiros. Ela foi chamada perante a corte em 1622 por esses protestos, e o rei queria matá-la, mas sua família foi capaz de dissuadi-lo. Ela então se mudou para as regiões norte de Waldəbba e Ṣällämt e começou a pregar que as pessoas deveriam rejeitar a fé dos estrangeiros e nunca mencionar o nome do rei durante a liturgia. Ela foi novamente chamada à corte em 1625 por essa traição, e desta vez seu marido dissuadiu o rei de matá-la, pedindo que ele enviasse o líder dos padres jesuítas, Afonso Mendes, para tentar convertê-la. Quando Mendes não teve sucesso, o rei a mandou para o exílio no Sudão por três anos.
Este foi o começo de sua liderança nas comunidades religiosas que se formaram ao seu redor daqueles que tentavam escapar do catolicismo romano. Ao longo de sua vida, ela estabeleceu sete comunidades religiosas - a primeira no Sudão, chamada Žäbäy (ca. 1627), e seis ao redor do lago Ṭana: Č̣anqʷa (ca. 1630), Mǝṣelle (ca. 1630), Zäge (ca. 1632), Dämboza (ca. 1637), Afär Färäs (ca. 1638) e Zäbol/Zämbol (ca. 1641).
Enquanto isso, em 1632, o rei Susənyos desistiu de tentar converter o país ao catolicismo romano. Seu filho Fasilädäs se tornou rei, e Fasilädäs trabalhou para erradicar o catolicismo romano do país. Em 1650, Fasilädäs deu terreno a um mosteiro no lago Ṭana, Qʷäraṭa, para ser dedicado a Walatta Petros. Desde o século XVII, ele serviu como um local de asilo para aqueles que procuram escapar de punição do rei.

### Vida tardia
Walatta Petros continuou como a abadessa de sua comunidade religiosa móvel, liderando-a com sua amiga Ǝḫətä Krəstos e sem liderança masculina. Após uma doença de três meses, Walatta Petros morreu em 23 de novembro de 1642 CE (Ḫədar 17), aos 50 anos de idade, 26 anos após se tornar freira. Sua amiga Ǝḫətä Krəstos a sucedeu como abadessa de sua comunidade religiosa, até sua morte em 1649.

## Nomes
O nome ge'ez de Walatta Petros é transcrito de várias maneiras online e na academia, incluindo a ortografia da Biblioteca do Congresso Walata Péṭros e Walatta Pēṭros. O nome dela é um nome composto, que significa "Filha de [São] Pedro", e nunca pode ser reduzido de "Walatta Petros" para "Petros". Outras grafias são Walata Petros, Wallatta Petros, Wallata Petros, Waleta Petros, Waletta Petros, Walete Petros, Walleta Petros, Welete Petros, Wolata Petros mais Walatta Pétros, Walatta Pietros, Walatta Petrus e Wälätä P'ét'ros. 

## Hagiografia
Walatta Petros é uma das 21 santos etíopes, seis das quais têm hagiografias. A hagiografia da santa, Gädlä Wälättä P̣eṭros, foi escrita em 1672, trinta anos após a sua morte. O autor era um monge chamado Gälawdewos. Ele a escreveu coletando várias histórias orais da comunidade da santa, além de acrescentar seus próprios pensamentos. Ela tem três partes: a biografia, os milagres que aconteceram com aqueles que chamaram em seu nome após sua morte e dois hinos (Mälkəˀa Wälättä Peṭros e Sälamta Wälättä Peṭros). Mais tarde, em 1769, outros acrescentaram mais milagres, incluindo aqueles sobre os seguintes reis: Bäkaffa, Iyasu II, Iyoˀas I, Ras Mikaˀel Səḥul, Yoḥannəs II, Täklä Giyorgis I e Tewodros II. 
Mais de uma dúzia de cópias manuscritas foram feitas na Etiópia. A primeira edição impressa foi publicada em 1912, com base em um manuscrito. A primeira tradução para outro idioma, italiano, foi publicada em 1970. Em 2015, a primeira tradução para o inglês foi publicada, que incluía placas coloridas das iluminuras do pergaminho manuscrito sobre sua vida e, em 2018, uma curta edição para estudantes foi publicada.

## Estudos acadêmicos
Pouco foi publicado sobre Walatta Petros na academia ocidental antes do século XXI. Escritas antes da edição completa e corrigida, com base em 12 manuscritos, foram publicadas em 2015 informações incorreta sobre ela (por exemplo, datas de nascimento e morte, filhos, viagens e hagiografia), aparecendo nesses sites, entradas da enciclopédia, histórias, e artigos de periódicos: um publicado em 1902 em russo e outro em 1943 em italiano.
Mais foi publicado no século XXI, quase inteiramente em inglês. O primeiro foi escrito pela historiadora de arte francesa Claire Bosc-Tiessé, que conduziu pesquisas de campo nos mosteiros do lago Ṭana sobre a criação de um manuscrito real iluminado de Gädlä Wälättä P̣eṭros. O historiador russo Sevir Chernetsov publicou um artigo argumentando que Walatta Petros era uma santa com não-conformidade de gênero. A estudiosa literária americana Wendy Laura Belcher argumentou que Walatta Petros foi uma das nobres mulheres etíopes responsáveis pela derrota do catolicismo romano na Etiópia nos anos 1600. Também foi publicado algum jornalismo sobre a santa.
Houve controvérsia na tradução em inglês do Gädlä Wälättä P̣eṭros, a partir de outubro de 2014, depois que uma das co-tradutoras, Belcher, começou a dar palestras sobre o relacionamento da santa com Eheta Kristos e devido à cobertura jornalística da tradução. Membros da Igreja Ortodoxa Etíope Täwaḥədo declararam online que “este livro afirma que Walatta Petros é lésbica” e escreveram muitos comentários sobre sexualidade em um artigo do Guardian sobre a tradução. Belcher publicou uma refutação em seu site, intitulada "Controvérsia sobre a Sexualidade no Gadla Walatta Petros". Ela também publicou um artigo acadêmico sobre o tema da sexualidade entre pessoas do mesmo sexo na hagiografia.